# Lotongus
Lotongus là một chi bướm ngày thuộc họ Bướm nâu.